# The Last Great American Dynasty
"The Last Great American Dynasty" (estilizado em letras minúsculas) é uma canção gravada pela cantora e compositora estadunidense Taylor Swift, como a terceira faixa de seu oitavo álbum de estúdio, Folklore lançado em 24 de julho de 2020 pela Republic Records.  Foi escrito por Swift e Aaron Dessner, e produzido por este último. "The Last Great American Dynasty" é uma melodia alternativa atualizada, impulsionada por percussões, slide guitar e cordas. Cantada a partir de uma perspectiva de terceira pessoa, a canção conta a história da socialite norte-americana Rebekah Harkness, uma das mulheres mais ricas da história dos Estados Unidos, que já foi dona da casa de Swift em Rhode Island, e traça paralelos entre a vida da cantora e a de Harkness.
Após o lançamento, a música foi aclamada pela crítica musical, que elogiou a habilidade de contar histórias de Swift e considerou a música um destaque no Folklore. "The Last Great American Dynasty" estreou no top-dez na Austrália, Malásia e Singapura, e em 13º lugar no Canadá, Nova Zelândia e Estados Unidos - um dos cinco sucessos no top 20 da Billboard Hot 100 do álbum.

## Antecedentes e composição
É quase como se uma música saísse como um raio. É estimulante. O foco compartilhado, a clareza de suas ideias [de Swift] e a maneira como ela estrutura as coisas, está tudo lá. Mas eu acho que ela trabalha muito quando está trabalhando, e então ela ajusta. Ela continua, então às vezes as coisas evoluem ou mudam. No momento em que ela realmente canta, ela está realmente dentro disso. Ela não faz muitas tomadas vocais antes de acertar.— Dessner sobre composição de Swift Vulture
Visando um som estimulante e atraente, Dessner compôs os instrumentais de "The Last Great American Dynasty" inspirados nas guitarras elétricas do álbum de 2007 do Radiohead, In Rainbows. Ele enviou a amostra de música para Swift, que estava isolada devido à pandemia de COVID-19; ela gostou do som e escreveu as letras antes que Dessner saísse para correr e voltasse. A música abrange uma produção alternativa glitchy que faz uso de instrumentos clássicos como slide guitar, viola, violinos e bateria. O alcance vocal de Swift na música vai de E3 a B4. A música é escrita em Sol maior e tem um ritmo rápido de 148 batidas por minuto.

## Letra da música

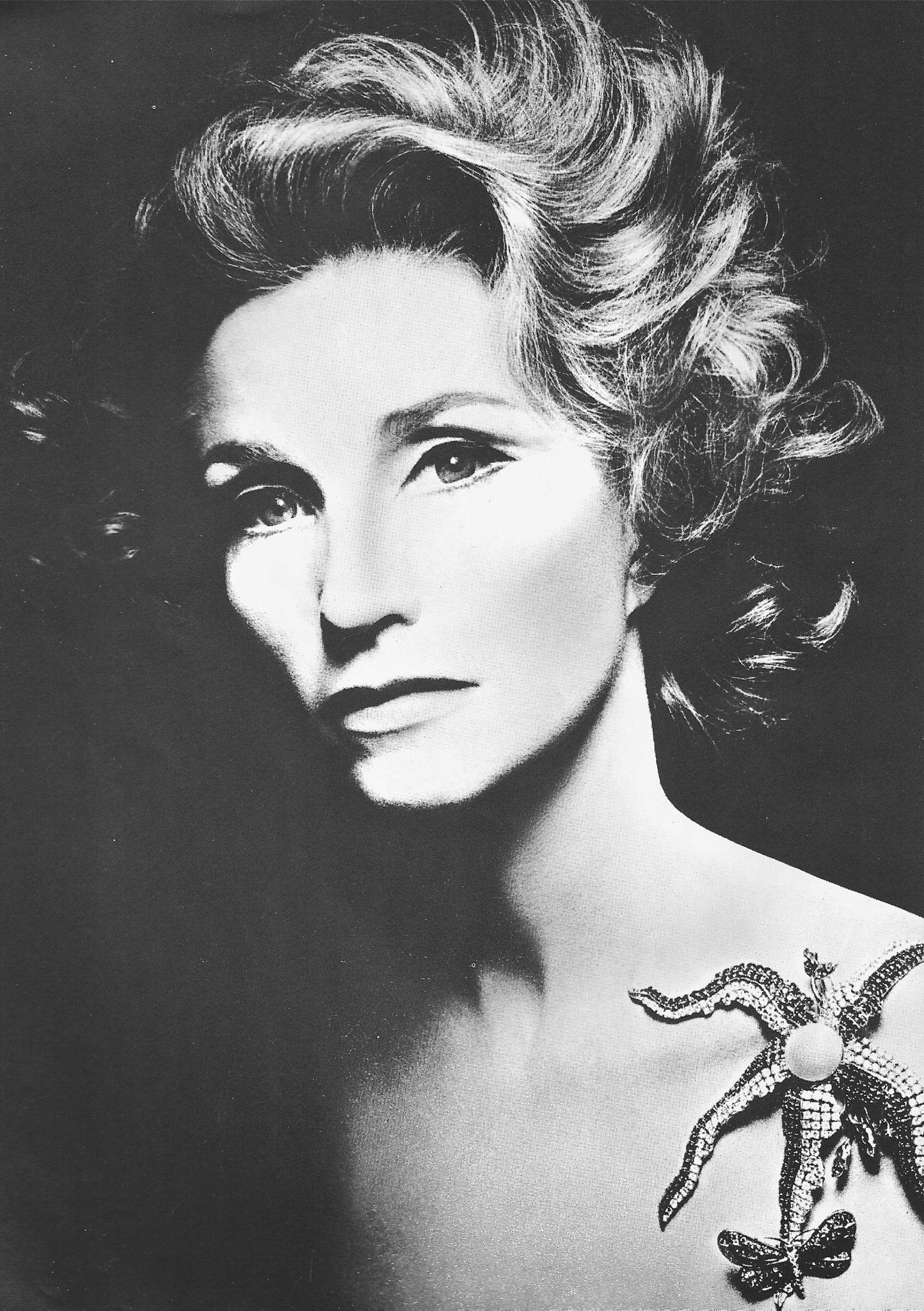
"The Last Great American Dynasty", terceira faixa do Folklore, conta a história de Rebekah Harkness (foto) que já morou na mansão de Swift em Rhode Island.

"The Last Great American Dynasty" narra a história e satiriza a difamação da socialite e compositora americana Rebekah Harkness, que anteriormente residia na mansão de Swift em Rhode Island - a Casa de Férias, escrita em uma narrativa de terceira pessoa de um povo da cidade. Ele detalha o seguinte: Rebekah West, uma divorciada de classe média de St. Louis, Missouri, casou-se com William "Bill" Harkness em 1947, que era o herdeiro da Standard Oil Company, uma empresa de refino de petróleo que foi a primeira e maior multinacional do século XIX no mundo. O casal comprou uma propriedade à beira-mar em Watch Hill, Rhode Island, e a apelidou de "Casa de Férias". Bill morreu de ataque cardíaco em 1954, pelo qual Rebekah foi culpada pela cidade. Após a morte de seu então marido, Rebekah herdou sua enorme riqueza e se tornou uma das mulheres mais ricas dos Estados Unidos.
Rebekah convidou "grandes nomes" e seu "bando de vadias" - um grupo de amigas da cidade - para a casa e gastou o dinheiro novo organizando vários eventos de alta classe e festas "ultrajantes"; Watch Hill a desprezou por causar a queda da família Harkness, chamando-a de a mulher mais louca e "mais desavergonhada" da história da cidade. Perseguindo sua paixão pelas artes, Rebekah fundou uma companhia de balé profissional em 1964, chamada Harkness Ballet. Outros detalhes narrados na música incluem como ela jogou com o artista surrealista espanhol Salvador Dalí, "encheu" sua piscina de champanhe, quando na verdade ela usou champanhe apenas para limpar a piscina e roubou o cachorro de um vizinho e o tingiu de verde limão por causa de uma rixa, enquanto na realidade era um gato em vez de um cachorro, o que implica na inexatidão das fofocas - um dos muitos motivos líricos presentes no Folklore. A letra "ela se divertiu muito estragando tudo" refere-se ao ódio que ela recebeu da cidade e dos tabloides, e como Rebekah é famosa por "não se encaixar".
Na ponte da música, Swift revela sua compra da Holiday House após 50 anos de sua vacância, e no refrão final, ela muda para a narrativa em primeira pessoa, proclamando-se "a mulher mais barulhenta" que a cidade já viu, e correlaciona-se entre sua vida de celebridade e as controvérsias de Rebekah. Swift reflete seus movimentos altamente criticados com elementos da história de Rebekah, e conclui a música com um outro de "Eu me diverti muito estragando tudo". A grande mídia vinculou vários momentos da imprensa desfavorável de Swift ao de Rebekah, incluindo o escrutínio que a cantora enfrenta por causa de sua vida romântica altamente divulgada, suas amigas "squad" de celebridades populares, as festas de quatro de julho que ela deu na casa de férias, As preocupações dos residentes de Watch Hill sobre a atenção que Swift traz à comunidade, e a governadora de Rhode Island, Gina Raimondo, sugerindo um imposto sobre residências secundárias mais caras do que 1 milhão de dólares, que foi conhecido como "o imposto Taylor Swift". Por causa de seus temas semelhantes, "The Last Great American Dynasty" é considerada uma prequela da décima segunda faixa do Folklore, "Mad Woman".

## Recepção crítica
Hannah Mylrea, da NME, elogiou "The Last Great American Dynasty" por seus instrumentais taciturnos, os vocais peculiares de Swift e o estilo de narrativa que lembra trabalhos de Mary Chapin Carpenter e Bob Dylan, e a considerou como "uma candidata à melhor música de Taylor Swift já escrita ". Observando seus detalhes históricos, imagens americanas e linhas "ao estilo de Fitzgerald", o escritor de Pitchfork, Julian Mapes saudou a música como "o cronômetro, o clássico instantâneo" que celebra as mulheres que desafiam a sociedade e afirmou que a letra "aparece em seu mente como um livro de histórias ", mas apontam com sucesso a recepção da sociedade de mulheres assertivas. Mapes também elogiou a produção como "textural e com bom gosto majestosa". O crítico do PopMatters, Michael Sumsion, classificou a canção como uma comparação astuta que transforma um conto de uma pequena cidade em um "mito altaneiro".
Callie Ahlgrim do Insider afirmou a reviravolta na ponte da música como "gênio poético". Ela ainda comparou a afinação final do refrão de volta ao presente, sublinhando os paralelos entre Rebekah e Swift, à ponte do hit de Swift de 2008, "Love Story", onde Romeu propõe. Chris Willman, da Variety, opinou que Swift tem "um grande momento" identificando-se com mulheres que viveram décadas antes dela. Em congruência, Rob Sheffield da Rolling Stone escreveu que a música satiriza o ambiente da classe alta de "Starlight", a décima quinta faixa do álbum Red de 2012 de Swift, e combinou as semelhanças entre as músicas - o uso da palavra "maravilhoso" e o musas sendo pessoas que viveram décadas antes do nascimento de Swift.
Jon Caramanica, do The New York Times, comentou que o tema da música, Harkness, é "uma heroína clássica do Swift", que é proposital, perturbadora e incompreendida. Jonathan Keefe, escrevendo para Slant, acha que a música destaca como a "visão de mundo cada vez mais ampla" de Swift aprimorou suas habilidades de composição. Caleb Campbell, escrevendo para Under The Radar, descobriu Swift se vendo nas fofocas misóginas dos tabloides que afligiam Harkness, mas evitando a aparência "diarística e obcecada por reputação" de seu catálogo mais antigo. Katie Moulton, escrevendo para Consequence of Sound, resumiu que a canção é resultado da expansão da imaginação de Swift, já que ela está "conscientemente tentando escrever de perspectivas que não são as dela". Nick Levine, do The Telegraph, ponderou se Swift está apenas reconhecendo as tensões com os moradores de Watch Hill na música, ou se ela está se autodenomina a sucessora de Harkness, e escolheu "The Last Great American Dynasty" como um destaque do álbum para exemplificar por que Swift é uma dos grandes compositores de sua geração.

### Lista
A Billboard listou "The Last Great American Dynasty" como uma de suas 20 escolhas para Música do Verão de 2020, e observou que a canção dá "uma vibe mais verão", apesar da atmosfera geralmente "fria" do Folklore.

## Desempenho comercial
Após o lançamento do Folklore, todas as suas dezesseis faixas debutaram simultaneamente na Billboard Hot 100 dos EUA, com "The Last Great American Dynasty" no número 13, a quarta música de maior pico do álbum, atrás de "Cardigan" (número 1) , "The 1" (número 4) e "Exile" (número 6), e um dos cinco maiores sucessos do álbum. "The Last Great American Dynasty" estreou ainda mais no número 42 na Billboard Digital Song Sales. A canção também alcançou a posição 13 no Canadian Hot 100 e no New Zealand Top 40 Singles.
A canção estreou no 7º lugar na ARIA Charts junto com outras quatro faixas do Folklore que ficaram no top 10, dando ao álbum cinco hits no top 10.  O álbum gerou cinco estreias entre os dez primeiros na Malásia também, onde "The Last Great American Dynasty" alcançou a posição 10 na RIM Singles chart. No Top 30 da Singapore Top 30 Digital Streaming, a canção alcançou a 9ª posição.

## Impacto
A canção desencadeou um fenômeno de memes virais na internet, com a frase "lá se vai a última grande dinastia americana" sendo aplicada a várias famílias fictícias ou amigos que aparecem em filmes e programas de televisão, como a Saga Crepúsculo, High School Musical, Succession, Gilmore Girls, Schitt's Creek, This is Us e Jersey Shore, lançamentos do Disney Channel como Hannah Montana, Os Feiticeiros de Waverly Place e Camp Rock, as redes de alimentos como Taco Bell e California Pizza Kitchen e o fliperama Blockbuster.

## Créditos e pessoal
Créditos retirados do encarte do álbum.
- Taylor Swift - vocal, compositora
- Aaron Dessner - produtor, compositor, engenheiro de gravação, programação de bateria, teclados, percussão, piano, sintetizador, baixo, guitarra elétrica, slide guitar
- Bryce Dessner - orquestração
- Rob Moose - orquestração, violino, viola
- J.T. Bates - bateria
- Jonathan Low - mixagem, engenheiro de gravação
- Laura Sisk - engenheira vocal
- Randy Merrill - engenheiro de masterização

## Desempenho nas tabelas musicais
| Tabela musical (2020)                | Melhor posição |
| ------------------------------------ | -------------- |
| Austrália (ARIA)                     | 7              |
| Áustria (Ö3 Austria Top 75)          | 56             |
| Canadá (Canadian Hot 100)            | 13             |
| Malásia (RIM)                        | 10             |
| Nova Zelândia (Recorded Music NZ)    | 13             |
| Portugal (AFP)                       | 81             |
| Singapura (RIAS)                     | 9              |
| Suécia (Sverigetopplistan)           | 87             |
| Estados Unidos (Billboard Hot 100)   | 13             |
| Estados Unidos Rolling Stone Top 100 | 6              |

## Históricos de lançamentos
| Região | Data                | Formato(s)                 | Gravadora | Ref.   |
| ------ | ------------------- | -------------------------- | --------- | ------ |
| Várias | 24 de julho de 2020 | Download digital streaming | Republic  | [ 40 ] |